# Steineralpen-Kohlröschen
Das Steineralpen-Kohlröschen (Gymnadenia lithopolitanica, Syn.: Nigritella lithopolitanica) ist eine Orchideenart, die nur in den südöstlichen Kalkalpen vorkommt (Steiner Alpen, östliche Karawanken und Koralpe, also in Slowenien sowie den österreichischen Bundesländern Kärnten und Steiermark). 

## Beschreibung
Der Blütenstand ist kugelig. Die Knospen sind intensiver gefärbt als die geöffneten Blüten, die Blütenfarbe ist rosa mit einem leichten Blauton. Die Lippe ist über dem Grund meist verengt, die seitlichen Kronblätter sind tendenziell schmäler als die seitlichen Kelchblätter.
Die Blütezeit reicht von Juli bis August.

## Standort
Die Art wächst auf alpinen Kalkmagerrasen in Höhenlagen von 1500 bis 2100 Meter. An manchen Standorten ist sie zahlreich vertreten.

## Taxonomie
Das Steineralpen-Kohlröschen wurde 1978 von Vlado Ravnik in Acta Botanica Croatica Band 37, Seite 226 als Nigritella lithopolitanica erstbeschrieben. Die Art wurde 1998 von Herwig Teppner und Erich Klein in Phyton (Horn) Band 38, Teil 1, Seite 221 als Gymnadenia lithopolitanica (Ravnik) Teppner & E. Klein in die Gattung Gymnadenia gestellt. Ein Synonym ist Nigritella nigra subsp. lithopolitanica (Ravnik) H. Baumann & R. Lorenz. Das Epitheton bezieht sich auf die Stadt Kamnik, deutsch "Stein in Krain" (lithos = Stein, polis = Stadt) in Slowenien südlich der Steiner Alpen.